# Triacanthagyna
Triacanthagyna (лат.) — род стрекоз семейства коромысловых (Aeshnidae) подсемейства Aeshninae и трибы Gynacanthini.

## Описание
Небольшие стрекозы длиной тела от 55 до 77 мм. На затылке имеется чёрное Т-образное пятно. Бока средне- и заднегруди с двумя зелеными полосами или они полностью бледно-коричневые или бледно-зеленые. Брюшко с пятнами зеленого или голубоватого цвета. Ушки у самцов с 2-3 крепкими зубчиками. У самок на 10-м стерните имеется склеротизированный отросток с тремя шипами на вершине, что встречается ещё только у рода Agyrtacantha, обитающего в ориентальной области.
Личинки похожи на личинок Gynacantha. У Triacanthagyna проксимальные и дистальные щетинки на лопастях губных щупиков почти одинаковой длины, а у Gynacantha проксимальные щетинки короче

## Экология
Встречаются в лесах, летают в сумерках. Личинки развиваются во временных водоёмах и фитотельматах.

## Классификация
В состав рода включают девять видов.
- Triacanthagyna caribbea Williamson, 1923
- Triacanthagyna dentata (Geijskes, 1943)
- Triacanthagynaditzleri Williamson, 1923
- Triacanthagyna nympha (Navás, 1933)
- Triacanthagyna obscuripennis (Blanchard, 1845)
- Triacanthagyna satyrus (Martin, 1909)
- Triacanthagyna septima (Selys in Sagra, 1857)
- Triacanthagyna trifida (Rambur, 1842)
- Triacanthagyna williamsoni von Ellenrieder and Garrison, 2003

## Распространение
Обитают в Северной и Южной Америке от юга США (Флорида) на севере до центральной Аргентины на юге.